# Oedaspis meissneri
Oedaspis meissneri är en tvåvingeart som beskrevs av Erich Martin Hering 1938. Oedaspis meissneri ingår i släktet Oedaspis och familjen borrflugor. Inga underarter finns listade i Catalogue of Life.